# Kordula Kovac
Kordula Kovac (Welschen Ennest, 22 de outubro de 1957) é uma política alemã da CDU que tem servido como membro do Bundestag pelo estado de Baden-Württemberg de 2013 a 2017 e novamente a partir de 2021.

## Carreira política
Kovac tornou-se membro do Bundestag em 2021, quando substituiu Nikolas Löbel, que havia renunciado. No parlamento, ela tem servido no Comité de Defesa.